# 드래곤 레이디 (드라마)
《드래곤 레이디》(영어: Dragon Lady)는 2019년 방영된 필리핀의 드라마이다.